# Milko Kelemen

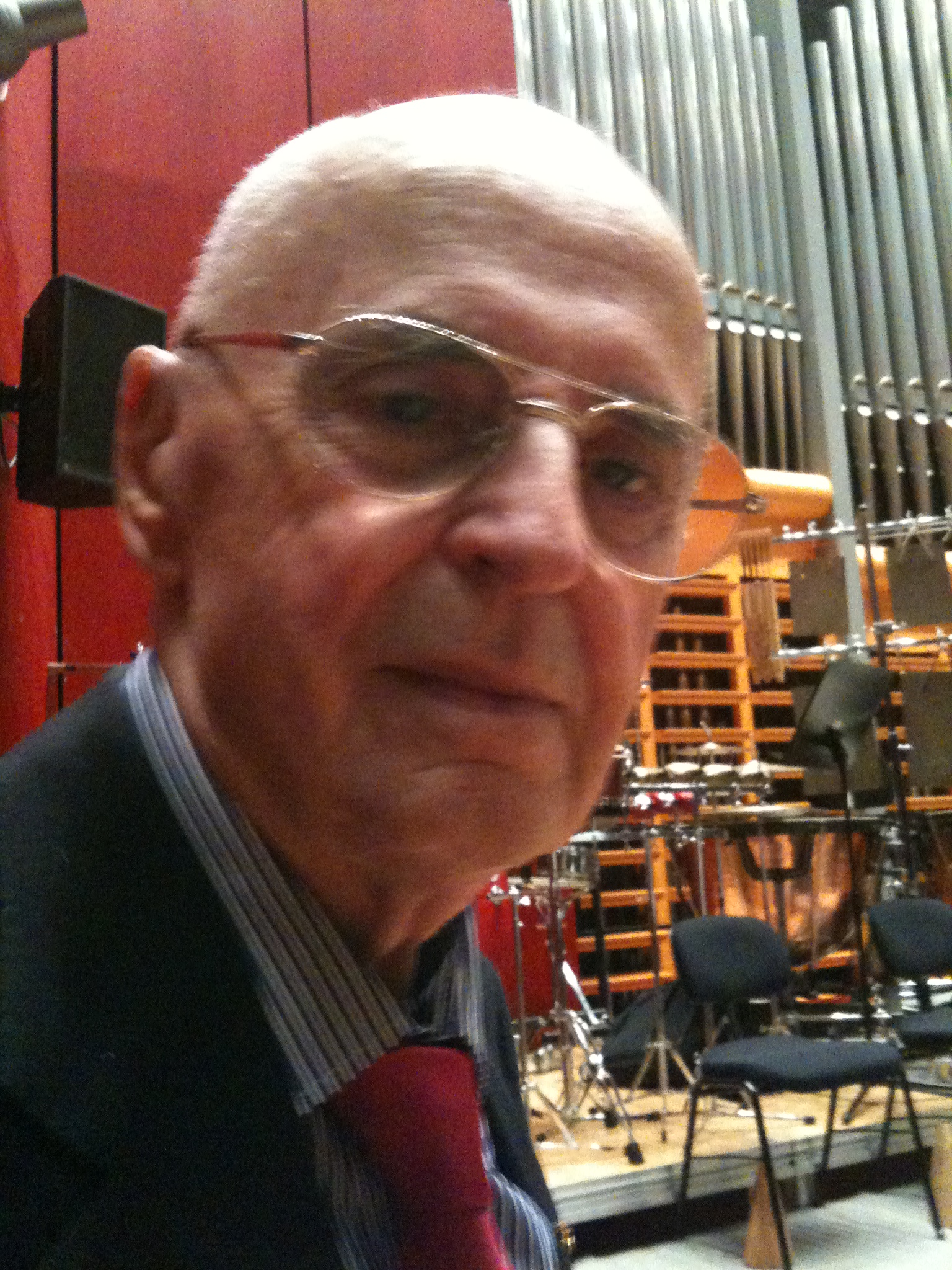
Milko Kelemen

Milko Kelemen (* 30. März 1924 in Podravska Slatina; † 8. März 2018 in Stuttgart) war ein in Deutschland lebender jugoslawischer bzw. kroatischer Komponist. Er begründete 1959 die Zagreber Biennale, deren Ehrenpräsident er war. In Slatina werden jährlich im Mai die Milko-Kelemen-Tage veranstaltet, wo vor allem seine Kammermusikwerke aufgeführt werden. Kelemen war Professor für Komposition an der Staatlichen Hochschule für Musik und Darstellende Kunst Stuttgart. Für seine Leistungen als Komponist erhielt er zahlreiche Ehrungen.

## Leben und Wirken
Als Minderjähriger kämpfte Kelemen als Partisan in den Bergen Jugoslawiens. Er begann sein Studium an der Musikakademie Zagreb. Danach studierte er bei Olivier Messiaen in Paris und Wolfgang Fortner in Freiburg. Ab 1957 wirkte Kelemen bei den Ferienkursen für Neue Musik in Darmstadt mit. Er arbeitete im Siemens-Studio für elektronische Musik in München und war Composer in residence in Berlin. Durch die Gründung der Musikbiennale 1959 in Zagreb wurde er zum Begründer der Neuen Musik in Kroatien. Bereits die Gründung dieses Festivals fand internationale Beachtung. Mit Unterstützung von Jekaterina Alexejewna Furzewa gewann er das Bolschoi-Ballett. Das amerikanische State Department vermittelte ihm ein Ballett aus San Francisco, das unter anderem zu Musik von John Cage tanzte. Schließlich kam auch noch die Hamburgische Staatsoper mit zwei Flugzeugen angereist, um Lulu und Wozzeck aufzuführen.

„Das hat ein paar hunderttausend Dollar gekostet, mit den ganzen Reisen, und ich hab das alles umsonst bekommen. Und damit war alles gewonnen. Ich hab die Russen gehabt, nun die Amerikaner, und mit diesen Eckpfeilern bekam ich alles andere, das ich wollte, auch noch [...] Und als dann nach der ersten Zagreber Musikbiennale in der New York Times ein riesengroßer Artikel erschienen ist mit dem Titel Revolution in Zagreb, da hat mich der Botschafter in Washington gefragt, wie haben Sie das gemacht, wir zahlen manchmal zehntausend Dollar, nur damit drei oder vier Sätze über Jugoslawien in der New York Times stehen, und jetzt haben wir fast eine halbe Seite!“

Kelemen wechselte häufig die Länder, Städte und Wohnungen. Von 1970 bis 1973 war er Professor am Robert Schumann Institut in Düsseldorf. 1973 nahm er den Ruf als Professor für Komposition an die Staatliche Hochschule für Musik und Darstellende Kunst Stuttgart an. Dort war er der Nachfolger auf dem Lehrstuhl von Henk Badings. Seitdem lebte er in Stuttgart. 1989 wurde er emeritiert.
Zu den Schülern Kelemens gehörten  Oskar Gottlieb Blarr, Adriana Hölszky, Dirk Reith, Giovanni Sollima, Mia Schmidt und Nebojša Jovan Živković.

## Werk

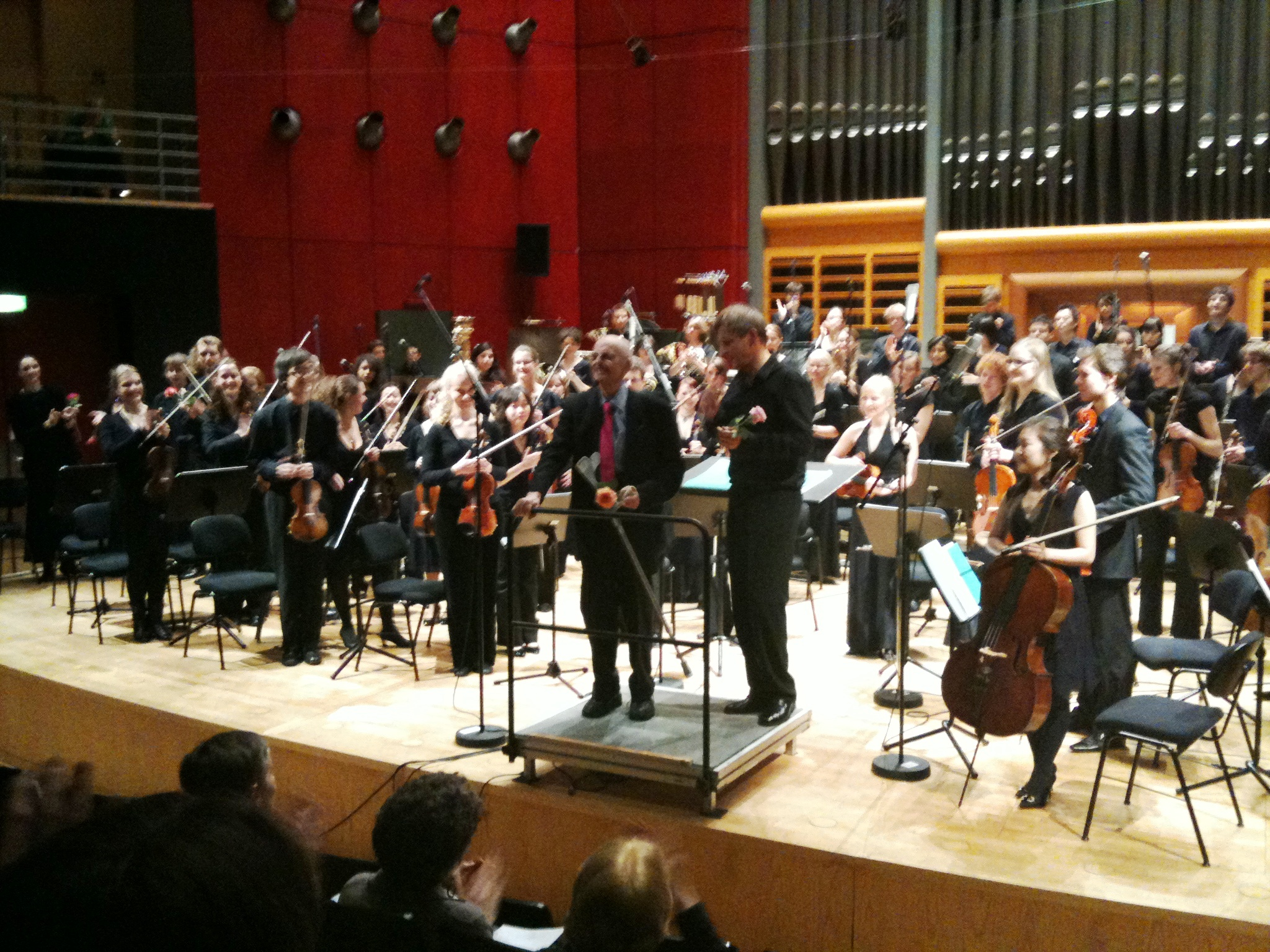
Uraufführung Concerto 2000, Stuttgart 2009

Kelemen komponierte sowohl elektronische Musik, Kammermusik und Opern als auch andere groß besetzte Werke für Chor und Orchester. Dabei ging es ihm in erster Linie um Nachahmung und Erzählung und weniger um eine Ästhetisierung der verwendeten Klänge zu musikalischem Material.  Hauptwerke Kelemens sind die Oper „Apocalyptica“ und das Oratorium „Salut au monde“. Er fasste 1953 den Entschluss, einen Text Walt Whitmans als Oratorium zu vertonen. Als er dies in den 1990er Jahren umsetzte, ging es ihm um „eine neue Synthese von allem, was in den letzten 50 Jahren musikalisch entwickelt wurde“.
Ein wichtiges Prinzip seines Wirkens war das Bestreben, die Komplexität Neuer Musik transparenter zu machen. Seine schöpferische Grundhaltung hat er in dem Buch Klangwelten formuliert:

„Die Normvorstellung meiner Werturteile geht davon aus, dass in der Musik der Einfluss der Archetypen – beziehungsweise die Wirkung des Akkords des Eindrucksvollen – von der Imagination angefangen bis hin zu Form, Sprache und Struktur erhalten bleibt.“

Die philosophische und psychologische Basis für das Schaffen Kelemens war das Werk C. G. Jungs. Eine neuartige Gestaltung musikalischen Materials könne mit musikalischen Archetypen erreicht werden, die nicht zwingend der Diktion komplizierter Kompositionstechniken unterliegen müssten. Kelemen lehnte es ab, Neuartigkeit zum Selbstzweck zu erheben. Er setzte sich vielmehr für eine postmoderne neue Einfachheit unter Verwendung der Onomatopoesis ein: Das musikalische Gesamtgefüge wird nicht mehr formal künstlich konstruiert, um einen wechselseitigen logischen Bezug der einzelnen Teile zu erreichen. Dafür wurde eine neue Eigenqualität erzielt, indem außermusikalische Klänge lautmalerisch nachgezeichnet wurden. Kelemen war Autor der Bücher „Klanglabyrinthe“, „Klangwelten“ und „Schreiben an Strawinsky“.

## Auszeichnungen
- Großes Bundesverdienstkreuz
- Beethovenpreis der Stadt Bonn 1963
- Preis der Internationalen Gesellschaft für Neue Musik
- Großer Jugoslawischer Staatspreis
- Chevalier des Arts et des Lettres
- KulturPreis Europa 2007

## Werke
- Der Spiegel, Ballett, 1959–1960

Besetzungszettel der Uraufführung der Oper „Der Belagerungszustand“

- Der neue Mieter musikalische Szene, 1962; 1964 in Münster aufgeführt; als Novi stanar 1965 in Zagreb
- Abbandonate, Ballett mit Gesängen, 1964
- Der Belagerungszustand, Oper, 1966–1969; 1970 an der Hamburger Staatsoper; als Opsadno stanje 1971 in Zagreb
- Apocalyptica. Opera bestial oder „Vom Anfang und Ende“ oder „Das Buch der Bücher“, multimediale Ballettoper, 1973–1978; konzertant 1979 in Graz aufgeführt; komplett 1982 in Dresden (mit Arila Siegert und Gerald Binke)[10]
- Salut au Monde für Sprecher, Vokalsolisten, Chor (24-stimmig), großes Orchester und Lichtaktionen (Idee 1953, Komposition 1996).
- Dom Bernarde Albe, Ballett (1998; 1999 in Zagreb aufgeführt)
- Concerto 2000 für Sopran, Alt, Tenor, Bass, Knabenstimme und Orchester, nach einem Text von Walt Whitman; Uraufführung 2009 in Stuttgart